# Уртадо Анчико, Ян Карлос
Ян Ка́рлос Урта́до Анчи́ко (исп. Jan Carlos Hurtado Anchico; родился 5 марта 2000) — венесуэльский футболист, нападающий. Выступает за бразильский клуб «Ред Булл Брагантино», а также за сборную Венесуэлы.

## Биография
Воспитанник юношеской академии клуба «Депортиво Тачира». В 2016 году дебютировал в основном составе «Депортиво». В 2018 году переехал в Аргентину, где сначала выступал за «Химнасию и Эсгриму» из Ла-Платы, а затем перешё в «Боку Хуниорс». С «генуэзцами» в сезоне 2019/20 выиграл чемпионат Аргентины.
С августа 2020 года на правах аренды выступает за бразильский «Ред Булл Брагантино». В 2021 году этот клуб впервые в своей истории вышел в финал международного турнира — Южноамериканского кубка. Уртадо в этой кампании сыграл в шести матчах своей команды из 13.
В 2017 году был вызван в состав за сборной Венесуэлы до 20 лет на чемпионат мира. 23 мая забил гол в ворота сборной Вануату.

## Достижения
- Чемпион Аргентины (1): 2019/20
- Финалист Кубка Аргентины (1): 2019/20
- Финалист чемпионата мира для игроков до 20 лет (1): 2017
- Финалист Южноамериканского кубка (1): 2021